# مدولاسیون کدشدۀ داربستی
مدولاسیون کدشدۀ داربستی (به انگلیسی: trellis coded modulation, TCM) یک روش مدولاسیون است که اطلاعات را با سرعت زیاد از کانال‌های دارای پهنای باند کم، مانند خطوط تلفن، منتقل می‌کند. گُتفِرید اونگِربِک (به آلمانی: Gottfried Ungerböck)، مهندس مخابرات اتریشی، این روش را در دهه هفتاد میلادی هنگام کار در IBM اختراع کرد و نخستین بار آن را در یک مقاله کنفرانسی در ۱۹۷۶ شرح داد. با این حال، از کارش چندان استقبال نشد تا اینکه او در ۱۹۸۲ شرح جدید و مفصلی را منتشر کرد که ناگهان مورد توجه گسترده قرار گرفت.
در سال‌های پایانی دهه هشتاد میلادی، با بهره‌گیری از مدولاسیون 16-QAM که چهار بیت را با هر سمبول و با سرعت ۲۴۰۰ سمبول در ثانیه منتقل می‌کرد، سرعت انتقال دادۀ مودم‌هایی که روی خط تلفن قدیمی ساده (POTS) کار می‌کردند، به ۹.۶ کیلوبیت بر ثانیه می‌رسید. برخلاف تلاش‌های بسیاری از محققان، این سقف سرعت انتقال داده‌ها همچنان پابرجا بود و برخی مهندسان پیش‌بینی می‌کردند که اگر زیرساخت تلفن عمومی، به‌روزرسانی بنیادین نشود، بیشترین سرعت قابل دستیابی یک مودم POTS در یک ارتباط دوطرفه تنها به ۱۴ کیلوبیت بر ثانیه خواهد رسید. (۳۴۲۹ سمبول با استفاده از QAM، چهار بیت در هر سمبول).
۱۴ کیلوبیت بر ثانیه تنها ۴۰٪ از بیشترین سرعت انتقال نظری پیش‌بینی‌شده بر پایۀ قضیه شانون برای خطوط POTS است (تقریباً ۳۵ کیلوبیت بر ثانیه). اونگربک نشان داد که این خطوط، پتانسیل بهره‌برداری‌نشدۀ قابل توجهی دارند و می‌توان با به‌کارگیری مدولاسیون کدشدۀ داربستی، سرعت انتقال داده‌ها را به ۱۴.۴، ۲۸.۸ و سرانجام به ۳۳.۶ کیلوبیت بر ثانیه رساند.

## یک روش مدولاسیون جدید

نمودار داربستی

اصطلاح داربستی (یا تِرِلیس، به انگلیسی: trellis) از آنجا آمده است که نمودار حالت (به انگلیسی: state diagram) این روش، شبیه داربست است. در واقع، این روش، بر پایۀ یک کد کانولوشنی با نرخ‌ (r ، r +1) است. سهم یگانۀ اونگربک، به‌کارگیری مستقیم بیت‌های وارِسی پَریته (به انگلیسی: parity check) در برگزیدن سمبول‌های QAM است؛ در روش‌های سنتی انتقال داده‌ها تا آن زمان، دو مرحلۀ کد کردن (کدگذاری) بیت‌های اطلاعات و مدولاسیون بیت‌های کدشده، جدا از هم در فرستنده پیاده می‌شدند. اونگربک ایده‌اش را نگاشت به کمک اِفراز مجموعه (به انگلیسی: mapping by set partitioning) نامید. این ایده، سمبول‌ها را در یک ساختار درخت‌مانند گروه‌بندی می‌کند، سپس آنها را به دو شاخه با اندازه مساوی تقسیم می‌کند، طوری که در هر شاخه، سمبول‌ها از هم دورتر هستند.
یک نمونۀ ساده از این روش چنین است. فرض کنید سمبول‌ها از مجموعۀ {1, 2, 3, 4, ..., 8} انتخاب شوند، که معادل مدولاسیون 8-PAM است. برای شروع، عددهای (سمبول‌های) فرد را در یک زیرمجموعه و عددهای (سمبول‌های) زوج را در زیرمجموعۀ دیگر قرار می‌دهیم. با این کار، فاصلۀ هر دو سمبول پشت هم در هر زیرمجموعه، افزایش می‌یابد. در قدم بعد، این کار را روی هر یک از زیرمجموعه‌ها و به این صورت تکرار می‌کنیم که در هر زیرمجموعه، سمبول‌ها را یکی‌درمیان به دو زیرمجموعۀ جدید قرار می‌دهیم. این کار را تا جایی ادامه می‌دهیم که به زیرمجموعه‌هایی که تنها یک سمبول دارند برسیم.  
اونگربک در ادامه، رویه‌ای سیستماتیک را برای اختصاص بیت‌های کدشده به سمبول‌ها در نظر گرفت. این روش که کامل شد، گام بعدی، برنامه‌نویسی الگوریتم‌ها و جست‌وجوی بهترین کدها بود. نتایج شگفت‌انگیز بودند. حتی ساده‌ترین کد (۴ حالته) به نرخ خطایی تقریباً یک‌هزارم نرخ خطای یک سیستم کدنشدۀ معادل می‌رسید. اونگربک دو سال این نتایج را منتشر نکرد و آنها را تنها با همکاران نزدیکش در میان گذاشت. سرانجام، در ۱۹۸۲، اونگربک مقاله‌ای منتشر کرد که در آن اصول مدولاسیون کدشدۀ داربستی را شرح داد.
موجی از پژوهش‌ها آغاز شد و ۱۹۸۴، اتحادیه بین‌المللی مخابرات استانداردی با نام V.32 برای نخستین مودم مدولاسیون کدشدۀ داربستی با سرعت انتقال دادۀ ۹.۶ کیلوبیت بر ثانیه منتشر کرد (۲۴۰۰ سمبول در ثانیه، ۴ بیت در هر سمبول). در سال‌های بعد، پیشرفت‌های بیشتر در کدگذاری و افزایش نرخ انتقال سمبول‌ها از ۲۴۰۰ به ۳۴۲۹ سمبول در ثانیه، به مودم‌ها امکان داد تا به نرخ‌هایی تا ۳۴.۳ کیلوبیت بر ثانیه دست یابند (محدودشده به ۳۳.۸ کیلوبیت بر ثانیه در اثر محدودیت وضع‌شده بر حداکثر توان فرستنده). امروزه، رایج‌ترین مودم‌های V.34 مدوله‌شده داربستی از یک اِفراز مجموعه چهاربعدی بهره می‌برند، که با در نظر گرفتن دو سمبول دوبعدی (مختلط) به عنوان یک توری (به انگلیسی: lattice) حاصل می‌شود. این رویکرد از کدهای کانولوشنی ۸، ۱۶ یا ۳۲ حالته استفاده می‌کند تا ۶ تا ۱۰ بیت را در هر سمبولی که مودم ارسال می‌کند، جای دهد (برای نمونه، ۲۴۰۰ سمبول در ثانیه و  ۸ بیت به ازای هر سمبول، که به نرخ ۱۹۲۰۰ بیت بر ثانیه می‌رسد).

## مقالات مرتبط
- جی. اونگربک، «کدگذاری کانال با سیگنال‌های چندسطحی/فاز»، IEEE Trans. اطلاعات نظریه ، جلد. فناوری اطلاعات-۲۸، صفحات. ۵۵–۶۷، ۱۹۸۲.
- جی. اونگربک، «مدولاسیون کدشدۀ داربستی با مجموعه سیگنال‌های افزونه، بخش اول: مقدمه»، مجله ارتباطات IEEE ، جلد. ۲۵-۲، صفحات. ۵–۱۱، ۱۹۸۷.